# Союз смешанных боевых единоборств «ММА» России
Союз смешанных боевых единоборств «ММА» России (сокращённо «Союз ММА России») — общероссийская общественная организация, спортивная федерация, занимающаяся популяризацией и развитием вида спорта смешанное боевое единоборство, и являющаяся главным регулирующим органом в Российской Федерации по MMA. Создана в 2012-м, и в первый же год Союз ММА России провёл: чемпионат страны по смешанному боевому единоборству в Чехове (Московская область), стал постоянным членом Всемирной Ассоциации WMMAА и под его эгидой провёл чемпионат Европы в Санкт-Петербурге.
По состоянию на 2021 год Союз ММА России имеет в своей структуре 80 аккредитованных региональных федераций, обеспечивает проведение чемпионатов и Кубков страны, формирует сборные России для участия в чемпионатах мира и Европы, представляет Российскую Федерацию в Международной федерации смешанных боевых единоборств (IMMAF), обеспечивает судейство и организационную поддержку профессиональным турнирам по MMA, проводящимся на территории России (как российскими промоутерами, так и международными, включая UFC).

## История
Общероссийская общественная организация «Союз смешанных боевых единоборств „ММА“ России» создана 16 мая 2012 года. В качестве главных целей Союза были объявлены: консолидация всех сил, связанных с развитием в стране вида спорта смешанное боевое единоборство (MMA), его популяризация и развитие, формирование единой общенациональной федерации с разветвлённой сетью филиалов в регионах, приведение в порядок правил соревнований, методики подготовки спортсменов и судей, упорядочивание структуры проведения турниров, подготовка сборных команд Российской Федерации для выступления на чемпионатах мира, Европы и других международных турнирах. Президентом был выбран Фёдор Емельяненко, председателем созданной Всероссийской коллегии судей избрали Радмира Габдуллина. Уже через несколько месяцев, 27 сентября, смешанное боевое единоборство было официально признано видом спорта в стране и внесено во Всероссийский реестр видов спорта.
Первый чемпионат России по смешанным боевым единоборствам прошёл 28-30 сентября 2012 года в Чехове, Московская область. В соревнованиях приняло участие около 180 спортсменов. Они представляли клубы из различных регионов страны и все имели спортивные звания не ниже кандидата в мастера спорта по ударным или борцовским видам единоборств, допускались только бойцы в карьере которых было не более трёх профессиональных боёв.
В целом, в первый же год работы Союза ММА России в него вступили представители более 50 регионов РФ, матчи судили судьи, работавшие ранее на профессиональных турнирах M-1 Challenge и M-1 Selection. Помимо федеральных, стали проводиться региональные отборочные турниры по смешанным боевым единоборствам, начались их трансляции в прямом эфире по телевидению и Интернет-каналам.
30 сентября 2012 года Союз ММА России был принят в постоянные члены Всемирной Ассоциации WMMAА. И уже в ноябре Союзом ММА России был проведён первый в истории чемпионат Европы по смешанному боевому единоборству под эгидой Всемирной Ассоциации WMMA. Он прошёл в Санкт-Петербурге, с участием представителей 15 стран. А годом позже, в октябре 2013-го, федерация провела в этом же городе и чемпионат мира, с участием представителей более сорока стран, прошедший в рамках Всемирных игр боевых искусств.
В 2014 году Союз ММА России был аккредитован в качестве общероссийской спортивной федерации по смешанному боевому единоборству.
В 2016 году Союз ММА России во второй раз провёл в Санкт-Петербурге чемпионат Европы по смешанному боевому единоборству по версии Всемирной Ассоциации WMMA. А 18 декабря этого же года на отчетно-выборной конференции организации Фёдор Емельяненко был переизбран президентом Общероссийской общественной организации «Союз смешанных боевых единоборств „ММА“ России» на второй срок. 20 октября 2018 года на очередном президиуме был избран новый президент федерации — Радмир Габдуллин, заменивший Емельяненко, ставшего почётным президентом и председателем Наблюдательного совета (до апреля 2022 года).
Важным событием 2018 года стало объединение Международной федерации ММА (IMMAF) и Всемирной ассоциации ММА (WMMAA), что послужило очередным шагом к тому, чтобы смешанное боевое единоборство получило признание в качестве олимпийского вида спорта. В ноябре 2018-го в Бахрейне состоялся первый чемпионат мира после слияния двух мировых руководящих органов ММА. Параллельно проводились турниры для взрослых и юниоров, в них приняло участие рекордное число стран — 52, более 370 спортсменов, которые разыграли 26 комплектов медалей. Сборная команда РФ смогла добиться высоких результатов. Одержала общую итоговую победу в медальном зачёте и установила новые рекорды чемпионатов мира: по количеству финалистов среди взрослых — 7 и по количеству золотых медалей среди юниоров — 5. По итогам турнира команда поднялась в мировом рейтинге сборных на первое место в юниорском зачёте и на третье во взрослом. Кроме того, в рамках чемпионата мира впервые была проведена международная премия Amateur MMA Awards, на которой Союз смешанных единоборств (ММА) России признан федерацией года, сборная РФ победила в номинации «Команда года», а в номинации «Судья года» награждена руководитель лицензионного отдела коллегии судей Союза ММА России Мария Махмутова.
В 2019 году сформированная по итогам чемпионата России сборная страны в июне смогла выиграть по числу высших наград на чемпионате Европы, прошедшем в Италии, в том числе были завоёваны награды и в женском зачёте. После этого турнира мужская сборная переместилась на второе место в мировом рейтинге. А в ноябре команда одержала общую победу на чемпионате мира, вновь прошедшем в Бахрейне и в котором приняло участие более 500 спортсменов из 76 стран мира, выиграв как в юниорском зачёте, так и почти с двукратным перевесом по числу медалей среди взрослых спортсменов.
В сезоне 2020 года большинство турниров по смешанному боевому единоборству были отменены из-за пандемии COVID-19, как чемпионат России, так и чемпионаты Европы и мира. А на 2021 год Союз ММА России объявил о насыщенном календаре, помимо федерального турнира, в каждом субъекте РФ должны пройти региональные чемпионат и первенство. Кроме того, в августе 2021-го Россия, впервые в период после слияния двух главных мировых федераций MMA, приняла чемпионат Европы по этому виду спорта, который состоялся в Казани.
В июне 2022 года Фёдор Емельяненко вновь избран президентом Союза смешанных боевых единоборств «ММА» России, но в сентябре следующего года он во второй раз сложил с себя полномочия. В течение трёх месяцев исполняющим обязанности руководителя являлся Андрей Терентьев. 15 декабря 2023 года состоялись новые выборы, президентом был избран Виктор Дроздов, занимавший до этого пост главы Федерации ММА Калужской области.

## Структура федерации
Высшим руководящим органом Союза является конференция, которая проводится не реже одного раза в год. Кроме того, не реже раза в четыре года проходит Отчётно-выборная конференция. Участниками конференций становятся члены Президиума, а также представители региональных отделений Союза, число которых должно быть не менее 75 % от общего числа голосов членов, участвующих в принятии решений конференции. Во время конференций простым большинством голосов утверждаются все основные нормативные документы, проводятся выборы на все важные руководящие должности этой спортивной федерации. Президиум Союза является постоянно действующим коллегиальным руководящим органом, выполняет все права юридического лица от имени Союза.
В данный момент в Президиум Союза ММА России входят:

Президент — Виктор Фёдорович Дроздов.

Вице-президенты — Геннадий Павлович Капшай, Алексей Юрьевич Лобанов, Дмитрий Валерьевич Кузнецов, Юрий Алексеевич Фоломкин, Вадим Александрович Немков, Сергей Геннадьевич Гордеев, Александр Владимирович Языков, Андрей Викторович Терентьев.

Генеральный секретарь — Екатерина Сергеевна Харченко.

### Президенты Союза ММА России
| № | Портрет           | ФИО                            | Срок полномочий       | Срок полномочий       |
| - | ----------------- | ------------------------------ | --------------------- | --------------------- |
| 1 |                   | Фёдор Владимирович Емельяненко | 16 мая 2012 года      | 20 октября 2018 года  |
| 1 | 24 июня 2022 года | Фёдор Владимирович Емельяненко | 21 сентября 2023 года |                       |
| 2 |                   | Радмир Илдарович Габдуллин     | 20 октября 2018 года  | 24 июня 2022 года     |
| 3 |                   | Виктор Фёдорович Дроздов       | 15 декабря 2023 года  | действующий президент |

С 21 сентября по 15 декабря 2023 года исполняющим обязанности президента Союза ММА России являлся Андрей Викторович Терентьев.

## Проводимые соревнования

### Чемпионаты России по ММА
Союз MMA России с 2012 года ежегодно проводит чемпионаты, Кубки и первенства России по смешанному боевому единоборству (единственным исключением стал 2020 год, когда федеральные турниры не стали проводить из-за пандемии COVID-19).
Для участия в чемпионатах и первенствах страны допускаются прежде всего действующие российские чемпионы мира и Европы, победители чемпионатов федеральных округов, победители первенства России в возрасте 18-20 лет. Дополнительно есть квота для принимающей стороны. Также приоритет предоставляется победителям открытого Кубка Москвы и Кубка России.
В мае 2019 года Союз MMA России провёл чемпионат России по смешанному боевому единоборству во время которого состоялся дебют женского зачёта, активно развиваемый Международной федерацией IMMAF, как часть усилий на пути к признанию ММА олимпийским движением. Вид спорта должен следовать олимпийской хартии, а одним из её критериев является гендерный паритет видов спорта. На официальном сайте IMMAF турнир назвали как: «Возможно, это самое впечатляющее соревнование внутреннего уровня в мире любительского ММА». Отмечено, что в России насчитывается около двадцати тысяч активных спортсменов-любителей, и немалое число бойцов стали профессионалами, выступая в турнирах UFC, Bellator, PFL, M-1 и других.
На региональном уровне местными федерациями, входящими в Союз MMA России, ежегодно проводятся турниры, имеющие статусы чемпионатов регионов и чемпионатов федеральных округов. Победители последних гарантированно проходят на чемпионат Российской Федерации, откуда уже лучшие проходят в сборную страны. На региональных турнирах часто собирается большое число участников, иногда превышающее три сотни бойцов, соревнования активно освещаются местными, а иногда и федеральными СМИ. Проводятся первенства России для юношей в возрастных категориях 14-15, 16-17 и 18-20 лет. Также Союз ММА России регулярно проводит внезачётные всероссийские турниры с участием взрослых и юношей.

#### Мужчины
В таблице отражены чемпионаты России по смешанному боевому единоборству проведённые Союзом ММА России, с перечислением чемпионов во всех весовых категориях:
| Год  | Дата                 | Место проведения     | Чемпионы России      | Чемпионы России                  | Чемпионы России            | Чемпионы России               | Чемпионы России      | Чемпионы России          | Чемпионы России          | Чемпионы России          | Чемпионы России           | Чемпионы России      | Чемпионы России       | Чемпионы России      |
| Год  | Дата                 | Место проведения     | 52,2 кг              | 56,7 кг                          | 61,2 кг                    | 65,8 кг                       | 70,3 кг              | 77,1 кг                  | 83,9 кг                  | 93 кг                    | 120,2/93+ кг*             | 120,2+ кг*           | Команда региона       | Команда округа       |
| ---- | -------------------- | -------------------- | -------------------- | -------------------------------- | -------------------------- | ----------------------------- | -------------------- | ------------------------ | ------------------------ | ------------------------ | ------------------------- | -------------------- | --------------------- | -------------------- |
| 2024 | 30 мая - 3 июня      | Нижний Новгород      | Фарход Рахмоналиев   | Абдул-Малик Сириев               | Идрис Хваджаев             | Юсуп Халухоев                 | Илья Фомочкин        | Шамиль Гамидов           | Мурад Абдулатипов        | Магомед Гасанов          | Гамзат Сиражудинов        | Аслан Хазботов       | Республика Ингушетия  | СКФО                 |
| 2023 | 31 мая - 4 июня      | Ханты-Мансийск       | Фарход Рахмоналиев   | Бектур Женишбек уулу             | Пётр Грыдин                | Асеф Чопуров                  | Омарасхаб Юсупов     | Айдемир Гусейнов         | Ислам Багомедов          | Магомед Гасанов          | Омар Гасайниев            | Алексей Полянский    | Москва                | СКФО                 |
| 2022 | 2-5 июня             | Астрахань            | Фарход Рахмоналиев   | Бектур Женишбек уулу             | Асеф Чопуров               | Курбан Зайнуков               | Омарасхаб Юсупов     | Сагидгусен Кадимагомедов | Денис Зейнединов         | Магомед Гасанов          | Шамиль Курамагомедов      | Шамсутдин Махмудов   | Дагестан              | ЮФО                  |
| 2021 | 3-7 июня             | Кемерово             | Курбан Омаров        | Бектур Женишбек уулу             | Шахбан Гапизов             | Курбан Зайнуков               | Саламат Исбулаев     | Абдулла Алиев            | Юсуп Магомедов           | Джамал Меджидов          | Шамиль Курамагомедов      | Мурад Джамалдинов    | Дагестан              | СКФО                 |
| 2020 | Турнир не проводился | Турнир не проводился | Турнир не проводился | Турнир не проводился             | Турнир не проводился       | Турнир не проводился          | Турнир не проводился | Турнир не проводился     | Турнир не проводился     | Турнир не проводился     | Турнир не проводился      | Турнир не проводился | Турнир не проводился  | Турнир не проводился |
| 2019 | 2-6 мая              | Москва               | Фарход Рахмоналиев   | Руслан Сатиев                    | Гаджимурад Заваев          | Ахмед Газимагомедов           | Мурад Умачиев        | Рустам Хадисгаджиев      | Юсуп Магомедов           | Магомед Шахрудинов       | Шамиль Курамагомедов      | Хамзат Тайсумов      | Москва                | СКФО                 |
| 2018 | 12-13 мая            | Челябинск            | нп                   | Шейхмагомедов Магомедрасул (ЦФО) | Касум Касумов (СКФО);      | Муса Казиханов (ПФО);         | Ислам Омаров         | Шамидхан Магомедов       | Гаджи Омаргаджиев (ЦФО); | Муслим Магомедов (СКФО); | Ризван Куниев (СКФО)      | нп                   | нп                    | СКФО                 |
| 2017 | 11 мая               | Ростов-на-Дону       | нп                   | Магомед Даитбегов                | Гаджимурад Заваев          | Абдулмуталип Гайирбегов (ЦФО) | Али Абдухаликов      | Магомед Магомедкеримов   | Гамзат Хирамагомедов     | Муслим Магомедов         | Анатолий Малыхин (ЦФО)    | нп                   | нп                    | Москва**             |
| 2016 | 26-27 мая            | Оренбург             | нп                   | нп                               | Омар Нурмагомедов          | Курбан Тайгибов               | Мурад Рамазанов      | Алибег Расулов           | Шамиль Абдулаев          | Магомед Анкалаев         | Амирхан Исагаджиев        | нп                   | нп                    | нп                   |
| 2015 | 28-30 мая            | Омск                 | нп                   | нп                               | Бахачали Бахачалиев (СКФО) | Магомед Юнусилау              | Гаджи Рабаданов      | Гаджимурад Хирамагомедов | Гамзат Хирамагомедов     | Магомед Анкалаев         | Ризван Куниев (СКФО ЦСКА) | нп                   | нп                    | нп                   |
| 2014 | 7-8 июня             | Ханты-Мансийск       | нп                   | нп                               | нп                         | Магомед Юнусилау              | Рамазан Сулебанов    | Гаджимурад Хирамагомедов | Шамиль Абдулаев          | Магомед Анкалаев         | Знаур Хетагуров           | нп                   | нп                    | нп                   |
| 2013 | 3 июня               | Челябинск            | нп                   | нп                               | нп                         | Саид Нурмагомедов             | Мурад Мирзабеков     | Камал Магомедов          | Шамиль Абдулаев          | Рашид Юсупов             | Знаур Хетагуров           | нп                   | нп                    | нп                   |
| 2012 | 28-30 сентября       | Чехов                | нп                   | нп                               | нп                         | Магомед Магомедов             | Рахман Махаджиев     | Расул Абдулаев           | Магомед Мутаев           | Магомед Исмаилов         | Михаил Газаев             | нп                   | Ленинградская область | нп                   |

* — в чемпионатах России 2012—2018 годов самой тяжёлой весовой категорией считалась 93+ кг, с 2019 года вместо неё существуют категории 120,2 кг и 120,2+ кг.

** — в 2017—2018 годах проводился командный зачёт только среди федеральных округов РФ, команда Москвы приравнивалась к команде округа.

нп — бои в данном зачёте не проводились.

#### Женщины
С 2019 года чемпионаты России по смешанному боевому единоборству проводится и среди женщин. В таблице отражены проведённые турниры с женским зачётом, с перечислением чемпионов среди женщин во всех весовых категориях:
| 2021 | 3-7 июня             | Кемерово             | Вера Буга            | Диана Найдёнова      | Любовь Сальникова    | Дарья Терещенко       | Нина Харинова               | Дарья Пирогова       |
| 2020 | Турнир не проводился | Турнир не проводился | Турнир не проводился | Турнир не проводился | Турнир не проводился | Турнир не проводился  | Турнир не проводился        | Турнир не проводился |
| 2019 | 2-6 мая              | Москва               | Дарья Ныркова (СФО)  | Карина Иванова (СФО) | Земфира Алиева (СФО) | Дарья Терещенко (СФО) | Татьяна Постарнакова (СЗФО) | Ольга Русина (СФО)   |

### Чемпионаты мира и Европы, проведённые Союзом ММА России
Союз ММА России дважды принимал крупнейшие международные соревнования в мире любительского ММА. Чемпионаты Европы 2012 и 2016 года, а также чемпионат мира 2013 года по версии Всемирной Ассоциации WMMAА были проведены в Санкт-Петербурге. А в августе 2021 года Россия впервые приняла чемпионат Европы по этому виду спорта, в период после слияния двух главных мировых федераций MMA (WMMAА и IMMAF), турнир состоялся в Казани.
В таблице отражены чемпионаты мира и Европы по ММА проведённые Союзом ММА России:
| Год    | Дата          | Турнир           | Место проведения | Количество стран-участниц | Количество спортсменов | Число комплектов наград* | Победитель командного зачёта |
| ------ | ------------- | ---------------- | ---------------- | ------------------------- | ---------------------- | ------------------------ | ---------------------------- |
| 2021   | 16-21 август  | Чемпионат Европы | Казань           | 25                        | 125                    | 10                       | Россия                       |
| 2016** | 20-21 октября | Чемпионат Европы | Санкт-Петербург  | нд                        | нд                     | 7                        | Россия                       |
| 2013** | 19-20 октября | Чемпионат мира   | Санкт-Петербург  | 37                        | нд                     | 6                        | Россия                       |
| 2012** | 13-14 ноября  | Чемпионат Европы | Санкт-Петербург  | 15                        | 56                     | 6                        | Россия                       |

* — среди мужчин, ** — чемпионаты Европы и мира по версии WMMAA, нд — нет данных

## Сборная России по ММА
Сборная Российской Федерации формируется Союзом ММА России. Есть постоянные участники, из которых формируется два состава. До 2018 года первый состав выезжал на чемпионат мира, а второй — на чемпионат Европы. Также к ним присоединялись спортсмены, успешно выступившие на чемпионате страны: золотые медалисты ехали на мировое первенство, а серебряные — на европейское. В 2019 году сборная России вошла в число десяти ведущих стран по ММА, которым Международная федерация IMMAF разрешила привозить на чемпионат мира сразу два состава. В итоге на этот турнир в сборной РФ входили обладатели как золотых, так и серебряных наград чемпионата страны. Состав молодёжной сборной России по ММА определяется по итогам первенства страны по ММA среди юниоров в возрастной категории 18-20 лет. Главным тренером сборных команд Российской Федерации является Геннадий Павлович Капшай.
После слияния двух ведущих федераций ММА конкуренция в ведущих мировых турнирах по этому виду спорта усилилась. Тем не менее, многоступенчатая система отбора в сборную страны, внедрённая Союзом ММА России дала положительные результаты. Команда Российской Федерации стала победителем первых трёх чемпионатов мира и чемпионатов Европы, которые прошли после объединения. В мировом рейтинге, составляемым с учётом индивидуальных показателей, мужская сборная Союза ММА России с 2019 по 2022 год находилась на втором месте среди взрослых спортсменов (из 62 команд) и на первом среди юниоров (из 37 команд).
В марте 2022 года федерация IMMAF присоединилась к призыву Международного олимпийского комитета о бойкоте России в ответ на нападение страны на Украину, приостановило членство Союза ММА России в организации, и запретило сборной России принимать участие в международных турнирах под своей эгидой.
В ноябре 2023 года, в сербской столице Белграде была зарегистрирована новая международная федерация MMA World. Через год, в ноябре 2024 года, она провела свой первый чемпионат мира, в российском Ханты-Мансийске. В нём приняли участие 133 спортсмена из 35 стран мира, включая 20 участников из сборной России.

### Чемпионы мира
В таблице отражены чемпионы мира (среди мужчин) входившие на данных турнирах в сборные Российской Федерации сформированные Союзом ММА России:
| Год  | Дата                 | Промоутер            | Место проведения        | Чемпионы мира        | Чемпионы мира        | Чемпионы мира        | Чемпионы мира          | Чемпионы мира        | Чемпионы мира            | Чемпионы мира        | Чемпионы мира        | Чемпионы мира         | Чемпионы мира        | Всего медалей        | Всего медалей | Всего медалей | Всего медалей |
| Год  | Дата                 | Промоутер            | Место проведения        | 52,2 кг              | 56,7 кг              | 61,2 кг              | 65,8 кг                | 70,3 кг              | 77,1 кг                  | 83,9 кг              | 93 кг                | 120,2/93+ кг*         | 120,2+ кг*           | Золото               | Серебро       | Бронза        | Итого         |
| ---- | -------------------- | -------------------- | ----------------------- | -------------------- | -------------------- | -------------------- | ---------------------- | -------------------- | ------------------------ | -------------------- | -------------------- | --------------------- | -------------------- | -------------------- | ------------- | ------------- | ------------- |
| 2024 | 21-25 ноября 2024    | MMA World            | Россия, Ханты-Мансийск  | Фарход Рахмоналиев   | Абдул-Малик Сириев   | х                    | Юсуп Халухоев          | Илья Фомочкин        | Хамид Амирмагомедов      | Мурад Абдулатипов    | Магомед Гасанов      | Гамзат Сиражудинов    | Аслан Хазботов       | 9                    | 7             | 1             | 17            |
| 2021 | 24-29 января 2022    | IMMAF                | ОАЭ, Абу-Даби           | х                    | Бектур Женишбек Уулу | Шахбан Гапизов       | х                      | х                    | х                        | х                    | Джамал Меджидов      | х                     | Шамсутдин Махмудов   | 4                    | 3             | 6             | 13            |
| 2020 | Турнир не проводился | Турнир не проводился | Турнир не проводился    | Турнир не проводился | Турнир не проводился | Турнир не проводился | Турнир не проводился   | Турнир не проводился | Турнир не проводился     | Турнир не проводился | Турнир не проводился | Турнир не проводился  | Турнир не проводился | Турнир не проводился |               |               |               |
| 2019 | 11-16 ноября         | IMMAF                | Бахрейн, Манама         | х                    | х                    | Гаджимурад Заваев    | Ахмед Газимагомедов    | Мурад Умачиев        | х                        | Газимурад Магомедов  | х                    | Гаджимурад Багаудинов | х                    | 5                    | 4             | 10            | 19            |
| 2018 | 11-18 ноября         | IMMAF                | Бахрейн, Манама         | х                    | Руслан Сатиев        | Шарапудин Магомедов  | х                      | х                    | Ислам Багомедов          | Джамал Меджидов      | Магомед Шахрудинов   | х                     | х                    | 5                    | 3             | 1             | 9             |
| 2017 | 6-7 октября          | WMMAA                | Казахстан, Астана       | нп                   | х                    | Гаджимурад Заваев    | Абдулмуталиб Гаирбеков | Али Абдухаликов      | Шамиль Мусаев            | Магомед Шахрудинов   | Муслим Магомедов     | Анатолий Малыхин      | нп                   | 7                    | 0             | 0             | 7             |
| 2016 | 26 ноября            | WMMAA                | Китай, Макао            | нп                   | нп                   | Умар Нурмагомедов    | Курбан Тайгибов        | Мурад Рамазанов      | Алибег Расулов           | Гамзат Хирамагомедов | Магомед Анкалаев     | Амирхан Исагаджиев    | нп                   | 7                    | 0             | 0             | 7             |
| 2015 | 28 ноября            | WMMAA                | Чехия, Прага            | нп                   | нп                   | Бахачали Бахачалиев  | Магомед Юнусилау       | Гаджи Рабаданов      | Гаджимурад Хирамагомедов | Гамзат Хирамагомедов | Магомед Анкалаев     | х                     | нп                   | 6                    | 0             | 1             | 7             |
| 2014 | 11-12 сентября       | WMMAA                | Белоруссия, Минск       | нп                   | нп                   | нп                   | Магомед Юнусилау       | Рамазан Сулебанов    | Гаджимурад Хирамагомедов | Шамиль Абдулаев      | х                    | х                     | нп                   | 4                    | 1             | 0             | 5             |
| 2013 | 19-20 октября        | WMMAA                | Россия, Санкт-Петербург | нп                   | нп                   | нп                   | Саид Нурмагомедов      | х                    | х                        | х                    | Рашид Юсупов         | Знаур Хетагуров       | нп                   | 3                    | 1             | 2             | 6             |

* — в чемпионатах мира 2012—2017 годов по версии WMMAA самой тяжёлой весовой категорией считалась 93+ кг, с 2018 года в чемпионатах мира по версиям IMMAF и MMA World вместо неё существуют категории 120,2 кг и 120,2+ кг

нп — бои в данной весовой категории не проводились

х — золотая медаль представителем сборной России не завоёвана

### Чемпионы Европы
В таблице отражены чемпионы Европы (среди мужчин) входившие на данных турнирах в сборные Российской Федерации сформированные Союзом ММА России:
| Год  | Дата                 | Промоутер            | Место проведения        | Чемпионы Европы       | Чемпионы Европы            | Чемпионы Европы      | Чемпионы Европы      | Чемпионы Европы      | Чемпионы Европы          | Чемпионы Европы      | Чемпионы Европы       | Чемпионы Европы      | Чемпионы Европы      | Всего медалей        | Всего медалей        | Всего медалей        | Всего медалей |
| Год  | Дата                 | Промоутер            | Место проведения        | 52,2 кг               | 56,7 кг                    | 61,2 кг              | 65,8 кг              | 70,3 кг              | 77,1 кг                  | 83,9 кг              | 93 кг                 | 120,2/93+ кг*        | 120,2+ кг*           | Золото               | Серебро              | Бронза               | Итого         |
| ---- | -------------------- | -------------------- | ----------------------- | --------------------- | -------------------------- | -------------------- | -------------------- | -------------------- | ------------------------ | -------------------- | --------------------- | -------------------- | -------------------- | -------------------- | -------------------- | -------------------- | ------------- |
| 2021 | 14-21 август         | IMMAF                | Россия, Казань          | Шамиль Магомедгаджиев | Сулейман Бершигадов        | х                    | Гаджимурад Заваев    | Омарасхаб Юсупов     | х                        | Денис Зейнединов     | Гаджимурад Багаудинов | х                    | Заурбек Магомедов    | 7                    | 6                    | 17                   | 30            |
| 2020 | Турнир не проводился | Турнир не проводился | Турнир не проводился    | Турнир не проводился  | Турнир не проводился       | Турнир не проводился | Турнир не проводился | Турнир не проводился | Турнир не проводился     | Турнир не проводился | Турнир не проводился  | Турнир не проводился | Турнир не проводился | Турнир не проводился |                      |                      |               |
| 2019 | 18-23 июня           | IMMAF                | Италия, Рим             | Загирхан Ибрагимов    | Ахмед Нутсальханов         | х                    | х                    | Доробшох Наботов     | х                        | х                    | х                     | Омар Алиев           | Шамсутдин Махмудов   | 5                    | 4                    | 10                   | 19            |
| 2018 | 11-14 октября        | WMMAA                | Испания, Гвадалахара    | нп                    | Шейхмагомедов Магомедрасул | Касум Касумов        | Муса Казиханов       | Ислам Омаров         | Шамидхан Магомедов       | х                    | Муслим Магомедов      | Ризван Куниев        | нп                   | 7                    | 0                    | 1                    | 8             |
| 2017 | 8-9 декабря          | WMMAA                | Германия, Дрезден       | нп                    | Шейхмагомедов Магомедрасул | Шарапудин Магомедов  | Наби Ашурлаев        | Ислам Омаров         | Камал Магомедов          | Магомед Умалатов     | Гадзимурад Баширов    | Ризван Куниев        | нп                   | 8                    | 0                    | 0                    | 8             |
| 2016 | 20-21 октября        | WMMAA                | Россия, Санкт-Петербург | нп                    | нп                         | Касум Касумов        | Наби Ашурлаев        | Шамиль Мусаев        | Гаджимурад Хирамагомедов | Шамиль Абдулаев      | Магомед Шахрудинов    | Ризван Куниев        | нп                   | 7                    | 0                    | 0                    | 7             |
| 2015 | Турнир не проводился | Турнир не проводился | Турнир не проводился    | Турнир не проводился  | Турнир не проводился       | Турнир не проводился | Турнир не проводился | Турнир не проводился | Турнир не проводился     | Турнир не проводился | Турнир не проводился  | Турнир не проводился | Турнир не проводился | Турнир не проводился | Турнир не проводился | Турнир не проводился |               |
| 2014 | 15-16 ноября         | WMMAA                | Азербайджан, Баку       | нп                    | нп                         | нп                   | Расул Хабиров        | Камиль Магомедов     | Алибег Расулов           | Гамзат Хирамагомедов | Валентин Молдавский   | х                    | нп                   | 5                    | 1                    | 0                    | 6             |
| 2013 | 15 июня              | WMMAA                | Украина, Киев           | нп                    | нп                         | нп                   | Саид Нурмагомедов    | х                    | Алексей Белозерцев       | х                    | Рашид Юсупов          | Илья Щеглов          | нп                   | 4                    | 1                    | 0                    | 5             |
| 2012 | 13-14 ноября         | WMMAA                | Россия, Санкт-Петербург | нп                    | нп                         | нп                   | Магомед Магомедов    | Рахман Махаджиев     | Расул Абдулаев           | Магомед Мутаев       | Магомед Исмаилов      | Михаил Газаев        | нп                   | 6                    | 0                    | 0                    | 6             |

* — в чемпионатах Европы 2012—2018 годов по версии WMMAA самой тяжёлой весовой категорией считалась 93+ кг, с 2019 года в чемпионатах Европы по версии IMMAF вместо неё существуют категории 120,2 кг и 120,2+ кг

нп — бои в данной весовой категории не проводились

х — золотая медаль представителем сборной России не завоёвана